# Ixnay on the Hombre
Ixnay on the Hombre – czwarty album kalifornijskiego zespołu The Offspring, wydany w 1997. Jednocześnie pierwszy nagrany dla wytwórni - Columbia/Sony.
Intro (Disclaimer) wykonywane jest z gościnnym udziałem Jello Biafry z Dead Kennedys. Na albumie udzielał się również Davey Havok z AFI.

## Lista utworów
1. Disclaimer (Jello Biafra) 	 - 0:44
2. The Meaning of Life 		 - 2:56
3. Mota 				 - 2:57
4. Me & My Old Lady 		 - 4:33
5. Cool to Hate 			 - 2:47
6. Leave It Behind 		 - 1:58
7. Gone Away 			 - 4:28
8. I Choose 				 - 3:54
9. Intermission 			 - 0:48
10. All I Want 			 - 1:54
11. Way Down the Line 		 - 2:36
12. Don't Pick It Up 		 - 1:53
13. Amazed 				 - 4:25
14. Change the World 		 - 6:23
  - Kiss My Ass (Hidden track)

## Single
1. All I Want (1997)
2. Gone Away (1997)
3. The Meaning of Life (1997)
4. I Choose (1998)